# Samopylność

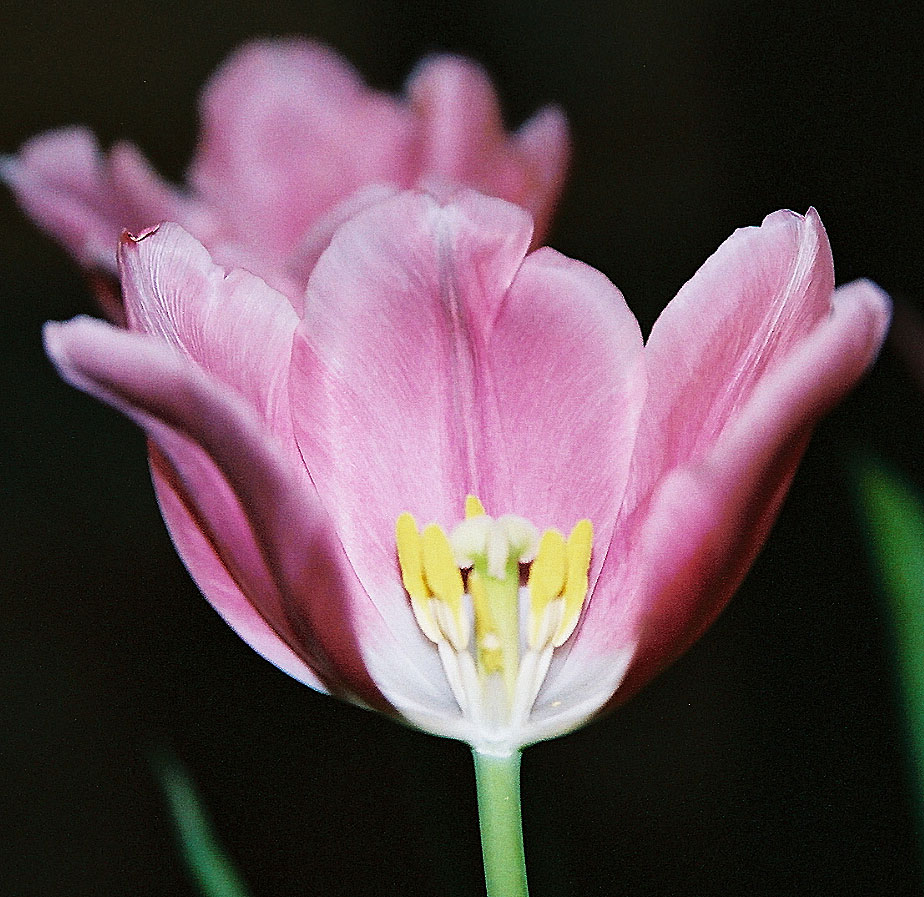
Kwiat tulipana (w środku słupek, dookoła żółte pręciki)

Samopylność, samozapylenie – forma autogamii występująca u roślin nasiennych. Polega na zapyleniu słupka pyłkiem pochodzącym z pręcików z tego samego kwiatu, lub innych kwiatów, ale rosnących na tej samej roślinie. W wyniku tego procesu nie następuje wymiana materiału genetycznego. 
Rośliny obcopylne wykształciły różne mechanizmy zapobiegające samozapyleniu: przedprątność, przedsłupność, dwupienność, różnosłupkowość, samopłonność, jednak nie są one całkowicie skuteczne. Część nasion może powstawać w wyniku zapylenia pyłkiem pochodzącym z innej rośliny (zapylenie krzyżowe), a część w wyniku samozapylenia. Tak jest np. u berberysu Thunberga, rutewki orlikolistnej i wielu innych. Liczba nasion powstałych w wyniku samozapylenia zależy od różnych czynników, duży wpływ ma pogoda. Przy dobrej pogodzie, gdy kwiaty są licznie odwiedzane przez owady, większość nasion powstaje w wyniku zapylenia krzyżowego, w czasie długotrwałych deszczów większa jest szansa na samozapylenie. U złoci żółtej w czasie deszczu kwiaty zamykają się i wówczas dochodzi w nich do samozapylenia. U lobelii jeziornej samozapyleniu ulegają kwiaty podwodne, natomiast kwiaty nad powierzchnią wody są zapylane przez owady.
U roślin, których kwiaty przystosowane są do zapylania krzyżowego, samopylność jest tylko jego uzupełnieniem. Ratuje roślinę, gdy z różnych przyczyn nie może dojść do zapylenia krzyżowego. Istnieją jednak rośliny, które stale rozmnażają się poprzez samozapylenie. Określa się je jako rośliny samopylne, a udział zapylenia krzyżowego jest u nich nie większy niż 4%. Brak jest u nich jakichkolwiek mechanizmów zabezpieczających przed samozapyleniem oraz nie występuje depresja wsobna. 
Niektóre rośliny są specjalnie przystosowane do samozapylenia przez budowę kwiatów zabezpieczającą przed zapyleniem między roślinami (klejstogamia). Rośliny takie mogą kwitnąć jeszcze w pochwie liściowej (np. owies, pszenica), słupek i pręciki mogą być zamknięte w łódeczce okwiatu (np. fasola, groch) bądź też słupek może być otoczony pręcikami zrośniętymi w rurkę (sałata, pomidor).
Wewnątrz populacji roślin rozmnażających się stale poprzez samozapylenie zmienność genetyczna jest dużo mniejsza niż w populacjach roślin, u których występuje zapylenie krzyżowe, dlatego w hodowli roślin samopylnych, oprócz selekcji, zwykle stosuje się krzyżowanie. Pomijając sporadyczne mutacje i przypadkowe krzyżowanie, populacje te składają się z homozygotycznych linii. Jednak pomiędzy różnymi ich populacjami zmienność genetyczna jest większa, a poza tym bardzo niewiele roślin jest całkowicie samopylnych. Spora liczba gatunków roślin, u których występuje samopylność wskazuje, że metoda ta również jest ewolucyjnie skuteczna.